# Championnats Xterra 1998
Navigation
Édition précédente Édition suivante
Le championnats Xterra 1998, organisé par la Team Unlimited, s'est déroulé le 11 octobre à Maui dans l'État d'Hawaï. Les triathlètes se sont affrontés lors d'une épreuve sur distance M, comprenant 1500 mètres de natation, 30 km de vélo tout terrain (VTT) et 10 km de course à pied hors route.

## Résultats
Les tableaux présentent les « Top 10 » hommes et femmes du championnat Xterra 1998. 
| Position           | Triathlète       | Pays       | Temps           |
| ------------------ | ---------------- | ---------- | --------------- |
| Médaille d'or      | Ned Overend      | États-Unis | 2 h 24 min 46 s |
| Médaille d'argent  | Wesley Hobson    | États-Unis | 2 h 29 min 16 s |
| Médaille de bronze | Michael Tobin    | États-Unis | 2 h 31 min 22 s |
| 4                  | Mike Pigg        | États-Unis | 2 h 32 min 37 s |
| 5                  | Jimmy Riccitello | États-Unis | 2 h 34 min 0 s  |
| 6                  | Peter Reid       | Canada     | 2 h 35 min 29 s |
| 7                  | Greg Timewell    | Canada     | 2 h 35 min 54 s |
| 8                  | Luis De La Torre | États-Unis | 2 h 37 min 14 s |
| 9                  | Bryan Rhodes     | États-Unis | 2 h 38 min 13 s |
| 10                 | Scott Tinley     | États-Unis | 2 h 38 min 42 s |

| Position           | Triathlète       | Pays        | Temps           |
| ------------------ | ---------------- | ----------- | --------------- |
| Médaille d'or      | Susan Latshaw    | États-Unis  | 2 h 58 min 49 s |
| Médaille d'argent  | Ulrike Blank     | Allemagne   | 3 h 0 min 5 s   |
| Médaille de bronze | Caroline Rahner  | Allemagne   | 3 h 6 min 27 s  |
| 4                  | Lesley Tomlinson | États-Unis  | 3 h 9 min 45 s  |
| 5                  | Lorraine Barrows | États-Unis  | 3 h 10 min 44 s |
| 6                  | Jennifer Wood    | Royaume-Uni | 3 h 10 min 55 s |
| 7                  | Kerstin Weule    | États-Unis  | 3 h 13 min 11 s |
| 8                  | Wendy Ingraham   | États-Unis  | 3 h 15 min 28 s |
| 9                  | Lynn Martin      | Canada      | 3 h 17 min 15 s |
| 10                 | Lindsay Price    | États-Unis  | 3 h 17 min 53 s |